# Deleted Scenes from the Cutting Room Floor
Deleted Scenes from the Cutting Room Floor è l'album di debutto della cantante jazz olandese Caro Emerald, pubblicato il 29 gennaio 2010 dall'etichetta discografica Grandmono Records.
L'album, anticipato dai singoli di successo Back It Up e A Night like This, ha riscosso uno straordinario successo nei Paesi Bassi debuttando al primo posto della classifica dei dischi più venduti rimanendovi finora per 30 settimane non consecutive. Ha abbandonato tale posizione solo in due occasioni, scendendo di un solo posto, nei mesi di aprile e giugno, ed è tornata alla vetta dopo alcune settimane nella top ten nel novembre dello stesso anno. È stato inoltre certificato doppio disco di platino per le oltre centomila copie vendute nei Paesi Bassi.
Dal disco, nel maggio del 2010, è stato estratto un terzo singolo, That Man, che però ha ottenuto un successo inferiore rispetto ai precedenti.
L'11 giugno dello stesso anno il disco è stato pubblicato anche oltre i confini olandesi dalla Columbia Records; l'album è stato promosso a livello internazionale dal singolo d'esordio della cantante, Back It Up, seguito poi da A Night like This, That Man, Stuck. Il 28 giugno 2011, una nuova versione dell'album è stata pubblicata in Italia con un DVD, tre bonus track registrate dal vivo, e un duetto con il cantante italiano Giuliano Palma nella canzone Riviera Life, pubblicata il 3 giugno 2011. Questo singolo anticipa la nuova versione dell'album in Italia. La versione originale del singolo, senza l'aggiunta di Giuliano Palma, è stata pubblicata il 15 aprile 2011 come quinto singolo estratto dalla edizione standard dell'album. L'edizione con il DVD in Italia è arrivato alla posizione numero 14.

## Tracce
CD (Grandmono GM005 [nl] / EAN 8717092004107) / CD (Columbia 88697684442 (Sony) / EAN 0886976844424)
Edizione standard
1. That Man – 3:52 (David Schreurs, Vincent Degiorgio)
2. Just One Dance – 4:00
3. Riviera Life – 3:52
4. Back It Up – 3:52 (Jan Van Wieringen, Robin Veldman, David Schreurs, Vincent Degiorgio)
5. The Other Woman – 5:33
6. Absolutely Me – 2:45
7. You Don't Love Me – 3:53
8. Dr. Wanna Do – 3:01
9. Stuck – 4:33
10. I Know That He's Mine – 4:17
11. A Night like This – 3:47 (Vincent Degiorgio, Jan Van Wieringen, David Schreurs)
12. The Lipstick on His Collar – 3:37

Edizione deluxe (CD)
1. That Man – 3:52
2. Just One Dance – 4:00
3. Riviera Life (feat. Giuliano Palma) – 3:29
4. Back It Up – 3:52
5. The Other Woman – 5:33
6. Absolutely Me – 2:45
7. You Don't Love Me – 3:53
8. Dr. Wanna Do – 3:01
9. Stuck – 4:33
10. I Know That He's Mine – 4:17
11. A Night like This – 3:45
12. The Lipstick on His Collar – 3:37
13. Riviera Life – 3:28

Tracce bonus
1. Back It Up (live @ The Place Roma)
2. A Night like This (live @ The Place Roma)
3. The Lipstick on His Collar (live @ The Place Roma)

Edizione deluxe (DVD)
- Video: Back It Up, A Night like This, That Man, Stuck
- Live: Clubtour, North Sea Jazz, Pinkpop, Buma Harpengala, Edisons
- Tracce bonus: Bad Romance, Back It Up
- Remix di: Knaack & Smaack, Tom Trago, KiNK, Llorca, Palov ft A.Angelidis, Herr Styler
- Foto: Press, Dietro le quinte

## Classifiche
| Classifica (2010) | Posizione massima |
| ----------------- | ----------------- |
| Austria           | 3                 |
| Belgio (Fiandre)  | 32                |
| Francia           | 79                |
| Germania          | 6                 |
| Grecia            | 27                |
| Irlanda           | 39                |
| Italia            | 14                |
| Paesi Bassi       | 1                 |
| Polonia           | 3                 |
| Regno Unito       | 4                 |
| Svizzera          | 10                |

### Classifiche di fine anno
| Classifica (2010) | Posizione |
| ----------------- | --------- |
| Paesi Bassi       | 1         |
| Classifica (2011) | Posizione |
| Austria           | 24        |
| Germania          | 18        |
| Paesi Bassi       | 4         |